# Lissocreagris parva
Lissocreagris parva är en spindeldjursart som beskrevs av Bozidar P.M. Curcic 1984. Lissocreagris parva ingår i släktet Lissocreagris och familjen helplåtklokrypare. Inga underarter finns listade i Catalogue of Life.